# Хоролец, Лариса Ивановна
Лариса Ивановна Хоролец (укр. Лариса Іванівна Хоролець; 25 августа 1948, Киев — 12 апреля 2022) — советская и украинская актриса, драматург, политик. Народная артистка УССР (1988). Первый министр культуры Украины (1991—1992).

## Биография
Родилась 25 августа 1948 в Киеве.
В 9-летнем возрасте дебютировала в кино в фильме «Партизанская искра». Впоследствии снялась ещё в нескольких фильмах уже взрослой.
В 1970 году окончила Киевский институт театрального искусства им. И. Карпенко-Карого по специальности актриса драмы и кино. В 1970—1973 годы — актриса литературного театра «Слово» при Союзе писателей Украины. С 1973 года — актриса Киевского академического украинского драматического театра имени И. Франко.
С 1977 года — член Союза писателей Украины. С 1988 года — Народная артистка УССР. 7 июля 1991 становится министром культуры УССР, а с 24 августа 1991 по 17 ноября 1992 — министр культуры Украины. В 1993—1998 годы — генеральный директор Центра «Украинский дом» при Кабинете министров Украины. Также была председателем Фонда национального возрождения.
Была членом президиума Национального совета Конгресса украинской интеллигенции, председателем комиссии по вопросам культуры, атташе по культуре посольства Украины в Германии, лауреатом Международной литературной премии им. Ивана Кошеливца (2001).
С 2017 года являлась постоянным главой жюри Всеукраинского фестиваля-конкурса детского и юношеского творчества «Гранд-талант», который ежегодно проводится в городе Вольногорске (Украина).
Скончалась 12 апреля 2022 года.

## Фильмография
- 1957 — Партизанская искра — Таня, сестра Попика, юная партизанка
- 1958 — Сашко — Ромка
- 1960 — Кровь людская — не водица — Настя
- 1961 — Морская чайка — Оксана
- 1969 — Сердце Бонивура — подруга Тани
- 1971 — Зозуля с дипломом — птичница
- 1972 — Софья Грушко — Любовь